# تيري كار
تيري كار (بالإنجليزية: Terry Carr)‏‏ (19 فبراير 1937 في غرانتس باس - 7 أبريل 1987 في الولايات المتحدة) محرر، وروائي، وكاتب، وكاتب خيال علمي، وناشر من الولايات المتحدة.